# Protezione catodica

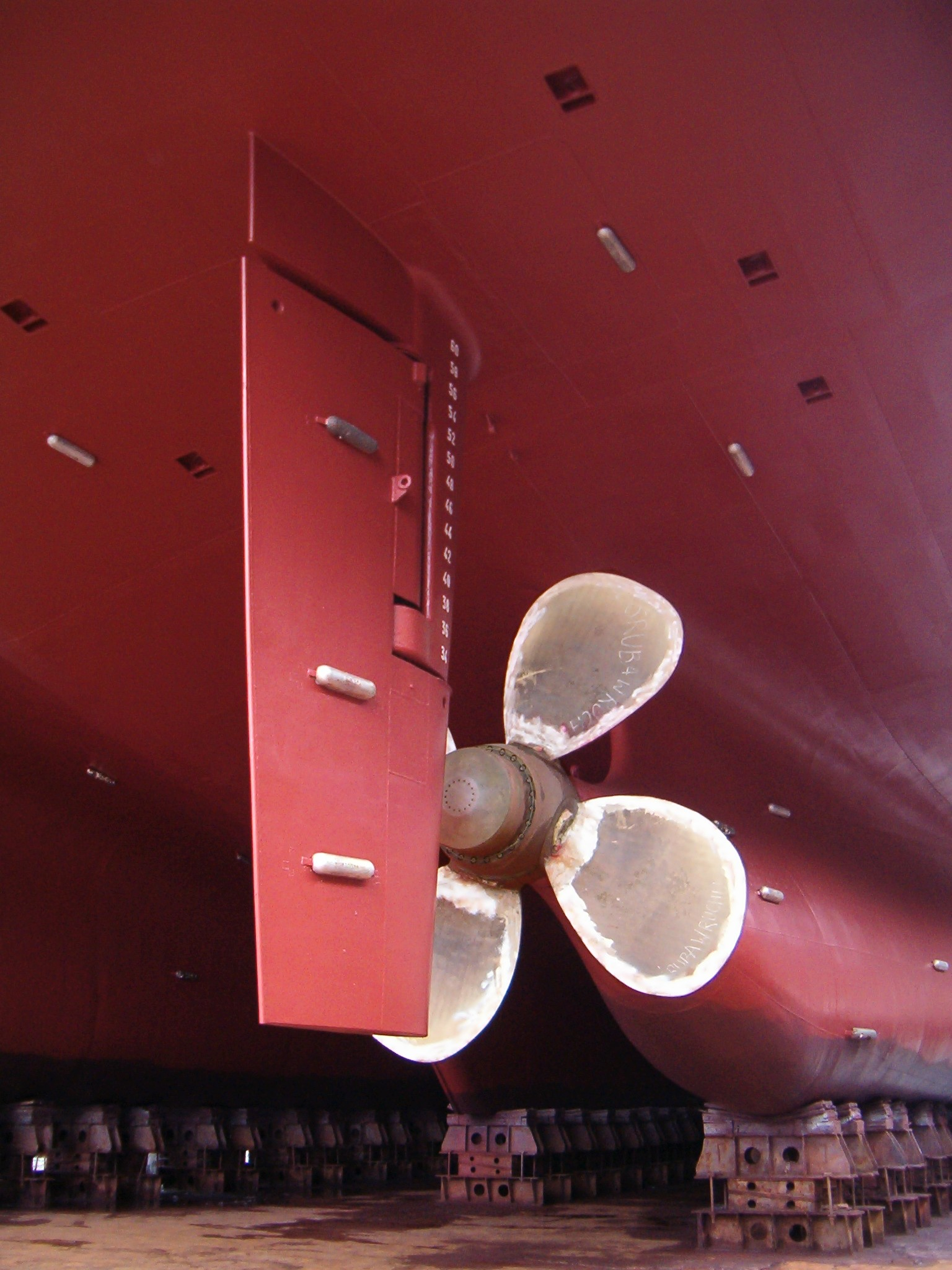
Anodi sacrificali applicati sullo scafo di una nave

La protezione catodica è una tecnica elettrochimica di salvaguardia dalla corrosione di strutture metalliche esposte a un ambiente elettrolitico (terreni, acqua marina, acqua dolce, sostanze chimiche, ecc.) che può essere aggressivo nei confronti del metallo.

## Utilizzi
Un'applicazione tradizionale della protezione catodica è quella per le superfici esterne di tubazioni o cisterne in acciaio interrate o immerse in acqua di mare.
Anche le superfici interne di strutture quali scaldabagni e bollitori possono essere sottoposte a protezione catodica.
Non è conveniente però applicare la protezione catodica a una struttura priva di rivestimento (es. condotta in acciaio) perché l'installazione e l'esercizio risulterebbero molto dispendiosi.
La sua applicazione diventa conveniente quando il manufatto è dotato di una protezione passiva (rivestimento dielettrico). In questo caso la protezione catodica (o protezione attiva) completa la protezione alla corrosione offerta dal rivestimento con costi limitati.

## Storia

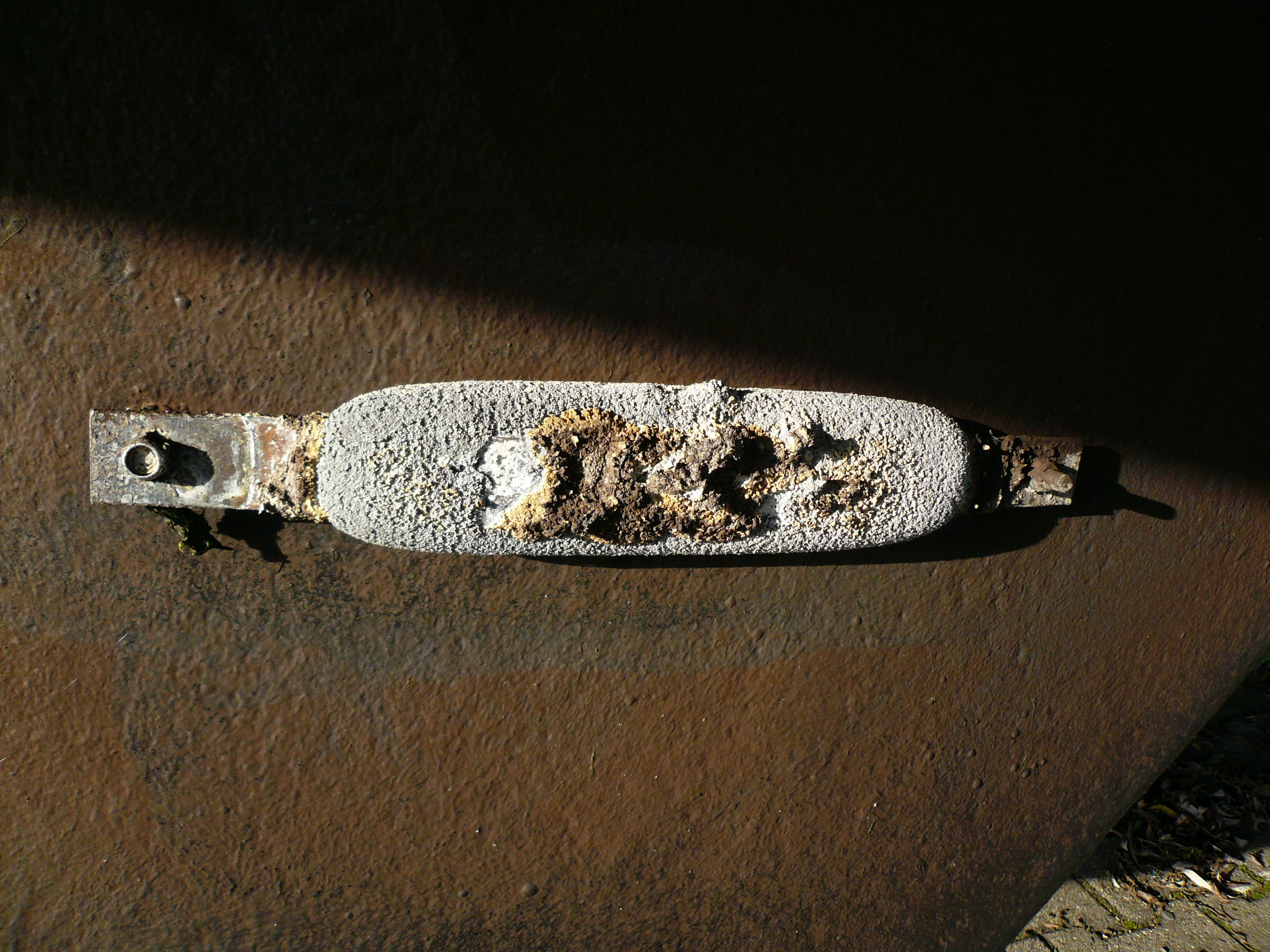
Anodo sacrificale sullo scafo di una nave.

La tecnica della protezione catodica nasce ufficialmente in Inghilterra e fu inventata da sir Humphry Davy nel 1824. Tale scoperta diede l'avvio al passaggio definitivo dalle navi con scafo in legno a quelle con scafo in metallo, altrimenti impensabile.
Un secolo dopo la sua invenzione tale tecnica si afferma negli Stati Uniti e soltanto a partire dagli anni '60 in tutto il mondo.
Le prime applicazioni in Italia avvengono attorno al 1930 per la protezione delle guaine in piombo dei cavi telefonici.

## Meccanismo elettrochimico
Il terreno o l'acqua di mare per la loro costituzione hanno un comportamento elettrolitico.
Pertanto un metallo interrato o immerso ha un comportamento analogo a quello di un elettrodo immerso in una soluzione elettrolitica (nella quale gli ioni fungono da portatori di carica elettrica).
Sulla superficie di metallo in contatto con l'elettrolita, ossia all'interfase tra metallo ed elettrolita, possono esservi condizioni di sviluppo di reazioni elettrochimiche.
Il processo di corrosione elettrochimica di un metallo (es. il ferro) può avvenire solo se a contatto con il metallo sono presenti ossigeno e acqua secondo la reazione:
- ferro + acqua + ossigeno = prodotti di corrosione

Questa reazione è costituita da 4 processi parziali:
- Fe → Fe2+ + 2e- - processo anodico (corrente Ia)
- O2 + 2H2O + 4e- → 4OH- - processo catodico (corrente Ic)
- trasporto degli elettroni nel metallo dalle regioni anodiche dove vengono resi disponibili a quelle catodiche dove sono consumati (corrente Im)
- trasporto di ioni nell'elettrolita (corrente Ie).

questi 4 processi sono complementari cioè devono prodursi con la stessa velocità.
Il valore comune di queste correnti (Icorr=Ia=Ic= Im=Ie) misura la velocità del processo globale di corrosione.
La velocità di corrosione è quindi determinata dal più lento dei 4 processi parziali.
Il metallo può allora comportarsi di caso in caso come anodo o come catodo (o talvolta anche avere entrambi i comportamenti in zone diverse della sua superficie nel caso della corrosione generalizzata, o nel caso della corrosione per aerazione differenziale).

## Principi di funzionamento
Nella protezione catodica, la struttura metallica da proteggere non dovendosi comportare da anodo viene resa più elettronegativa rispetto al potenziale di "libera corrosione" che la stessa struttura assumerebbe nell'ambiente elettrolitico in condizioni "naturali". Questo lo si ottiene inviando, in senso contrario alla corrente di corrosione Icorr, una corrente di protezione la cui intensità Ip ≥ Icorr; pertanto la corrente risultante è nulla o diretta verso il metallo. In pratica si immettono forzatamente elettroni nel metallo che si corrode che vanno a compensare quelli persi durante il processo di corrosione. Se questa condizione è verificata in tutti i punti del manufatto a contatto con l'ambiente esterno il fenomeno della corrosione si arresta poiché in queste condizioni il metallo si comporta come un catodo, perciò questo sistema di difesa si chiama protezione catodica.

### Soglia di immunità
In generale un metallo si corrode perché la differenza di potenziale tra zona anodica e elettrolita (metallo - ambiente esterno), {\displaystyle \Delta \Phi _{a}} , è positiva rispetto al potenziale di equilibrio, {\displaystyle \Delta \Phi _{a,e}} cioè {\displaystyle \Delta \Phi _{a}} - {\displaystyle \Delta \Phi _{a,e}} > 0.
Un metallo diventa immune alla corrosione quando {\displaystyle \Delta \Phi _{a}} - {\displaystyle \Delta \Phi _{a,e}} = 0. Questo valore del potenziale è detto soglia di immunità.
Al di sotto di tale valore cessano i fenomeni corrosivi, quindi riuscendo a rendere negativa questa differenza di potenziale: {\displaystyle \Delta \Phi _{a}} - {\displaystyle \Delta \Phi _{a,e}} < 0 il metallo, ricevendo corrente dall'ambiente esterno, ha un comportamento catodico cioè si passa nel campo di immunità del metallo.
La protezione catodica è quindi completa quando il potenziale in ogni punto del manufatto ed in ogni istante, è uguale o algebricamente inferiore alla soglia di immunità. I potenziali di equilibrio sono definiti per i vari metalli rispetto a un elettrodo di riferimento nel terreno sulla verticale della struttura.
Normalmente però per avere un certo margine di sicurezza ci si riferisce non alla soglia di immunità ma a un potenziale più negativo detto potenziale di sicurezza. Secondo una convenzione comunemente accettata per l'acciaio posto sotto terra o immerso, il potenziale di sicurezza misurato con un elettrodo di riferimento di tipo Cu/CuSO4 è di norma -850 mV. In un terreno anaerobico in cui sono presenti batteri solfato-riduttori è opportuno assumere un valore ancora più basso cioè circa -950 mV.

## Corrosività dell'ambiente
Quando una struttura metallica è a contatto con un terreno chimicamente e strutturalmente omogeneo si può definire una corrosività (o aggressività) specifica del suolo, che viene misurata come perdita di peso del metallo o come profondità di penetrazione in un dato periodo.
La corrosività specifica di un terreno dipende dalle sue caratteristiche chimiche (pH, salinità, ecc.), fisiche (struttura geologica, dimensioni delle particelle, porosità, permeabilità all'aria, resistività elettrica, contenuto di acqua, ecc.) e biologiche (biocorrosione, presenza di batteri solfato riducenti, ecc.).
Di norma i terreni che garantiscono un maggiore tenore di ossigeno, un idoneo contenuto di acqua (non asciutti ne troppo saturi) e un idoneo contenuto di sali elettroliti risultano a più alta corrosività.
La velocità di corrosione dipende inoltre da altri fattori quali:
- il pH. Più acido è il terreno maggiore è l'azione corrosiva del terreno;
- il contenuto di cloruri e solfati i quali esplicano un effetto depassivante e danno luogo a sali con il ferro con scarse proprietà protettive.

Le caratteristiche chimiche e fisiche hanno, direttamente o indirettamente e con peso maggiore o minore, un'influenza sulla resistività elettrica del terreno per cui in prima approssimazione si può assumere la resistività come indice della sua corrosività.
In base alla resistività i terreni possono essere classificati nel seguente modo:
| Corrosività  | resistività elettrica (Ωcm) |
| trascurabile | > 12.000                    |
| debole       | 12.000÷ 5.000               |
| media        | 5.000 ÷ 2.000               |
| elevata      | <2.000                      |

Hanno elevata corrosività specifica i terreni argillosi e quelli contenenti ione cloro o solforico come ad esempio i terreni impregnati di acqua di mare.
L'acqua di mare ha una resistività di 25 ÷ 30 Ω cm (dato variabile per la diversa salinità che può avere).
La resistività dei terreni varia con l'umidità e la temperatura, infatti in un terreno gelato la resistività aumenta considerevolmente.
Pertanto è opportuno accompagnare il valore della resistività con quello dell'umidità e della temperatura del terreno.

## Pila geologica
Quando le dimensioni della struttura sono tali da metterla in contatto con terreni di diversa natura (es. acquedotti) il manufatto è soggetto sia alla corrosività specifica di ciascun terreno che alla corrosività relativa o combinata o da pila geologica dovuta ai differenti tipi di terreno.
La corrosione del manufatto viene detto corrosione da pila geologica poiché questo si comporta come una pila dove i due elettrodi (anodo e catodo) sono le parti del manufatto metallico poste in terreni aventi caratteristiche chimiche e/o fisiche diverse, le soluzioni elettrolitiche sono i due terreni stessi e il setto poroso è la superficie di separazione dei due suoli.
Tanto più bassa è la resistività elettrica dei terreni attraversati tanto più alta è la corrente in gioco e quindi più sono intensi i fenomeni corrosivi.

## Correnti disperse
Alla corrosione dovuta a fenomeni elettrochimici, spesso se ne affianca un secondo dovuto alla presenza di correnti esterne ("correnti disperse o vaganti") che interessano il terreno in cui il manufatto metallico è posato.
Tali correnti sono generate da impianti elettrici con difetto di isolamento o collegati a terra per esigenze funzionali come ad esempio:
- impianti di trazione a corrente continua - ferrovie, tranvie, ecc.
- impianti industriali che utilizzano le terre come conduttori di ritorno - impianti elettrochimici, di saldatura, di trasporto, ecc.
- altri impianti di protezione catodica - acquedotti e metanodotti in acciaio, ecc.

Le correnti vaganti disperse da impianti a corrente alternata costituiscono un pericolo di corrosione molto minore.
Quando le correnti disperse investono il manufatto, la zona di entrata si comporta come una zona catodica mentre quella di uscita come una zona anodica soggetta pertanto a corrosione.
Poiché in genere l'intensità delle correnti vaganti che investe il manufatto metallico è più intensa di quella generata dai fenomeni elettrochimici l'effetto di corrosione è molto più accentuato.

## Tipologia

Protezione catodica con anodo sacrificale

Protezione catodica per imposizione di corrente

La protezione catodica può essere attuata principalmente secondo due approcci:
- sistema a corrente impressa: il metallo da proteggere è portato a un potenziale elettrico di sicurezza mediante una corrente impressa da una forza elettromotrice (f.e.m.). Il collegamento deve essere tale che il metallo si comporti da catodo mentre l'anodo è una diversa parte metallica generalmente destinata a consumarsi (anodo solubile); nella pratica la f.e.m. è generalmente fornita da un alimentatore in corrente continua adeguato allo scopo
- accoppiamento galvanico (o ad anodo sacrificale): il metallo da proteggere (che deve assumere la funzione di catodo) è collegato a un metallo di tipo diverso e meno elettronegativo che funga spontaneamente da anodo sacrificale (seguendo questa tecnica, il ferro da proteggere deve essere collegato con l'alluminio, lo zinco o il magnesio). L'anodo sacrificale è destinato al progressivo consumo nel tempo e può essere necessaria la sua sostituzione periodica. Un utilizzo classico è quello sullo scafo metallico delle navi.

## Sistema a corrente impressa

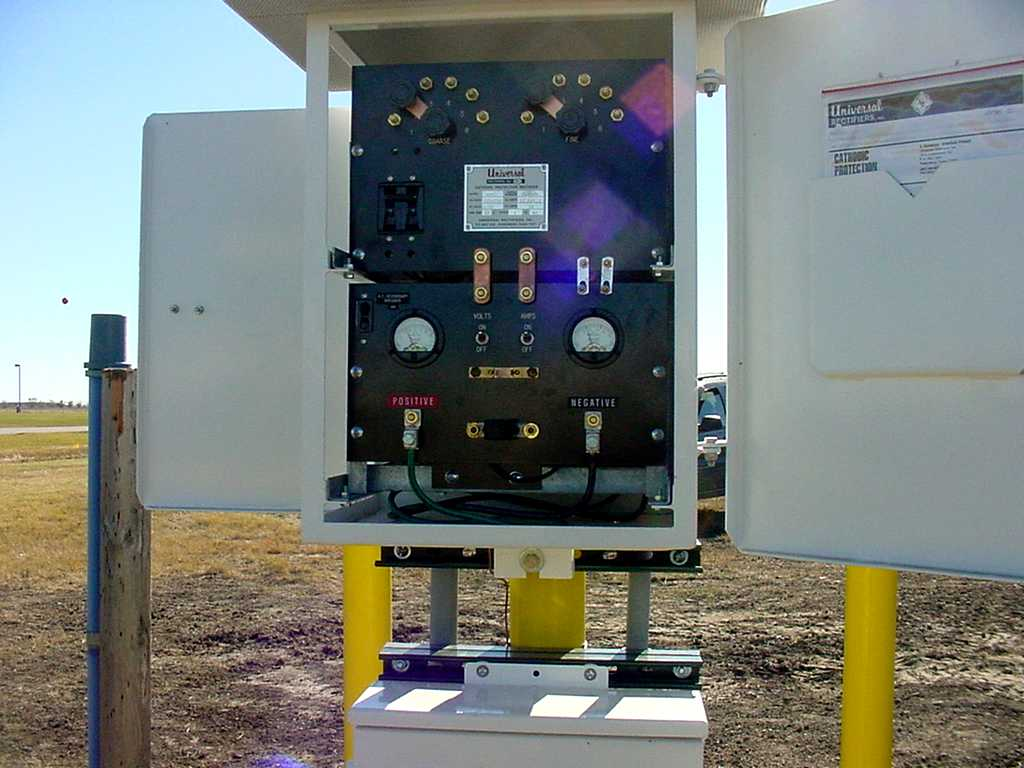
alimentatore di un sistema a corrente impressa a servizio di una condotta

Un sistema di protezione catodica a correnti impresse è essenzialmente composto da:

### Dispersore anodico
Il dispersore anodico viene dimensionato in funzione della resistività del terreno con cui deve entrare in contatto col fine di ridurre la resistenza di contatto con l'ambiente.
Il dispersore viene di regola posato in un letto anodico costituito da una miscela elettrolitica denominata backfill.
Il backfill ha lo scopo di:
- aumentare la superficie disperdente in modo da diminuire la resistenza verso terra;
- ridurre/rendere uniforme il consumo del materiale anodico;
- rendere omogeneo l'ambiente circostante all'anodo e di conseguenza il suo consumo, evitando in tal modo consumi localizzati che possono portare alla rottura dell'anodo.

Il backfill può essere costituito da polvere di coke di petrolio calcinato o bentonite granulare sigillante, in caso di contatto con falda acquifera (la polvere di carbone verrebbe asportata dall'acqua e potrebbe creare un inquinamento della stessa se utilizzata ai fini potabili).
In fase di progettazione viene scelto anche il materiale del dispersione in base:
- alla corrente che dovrà erogare l'impianto;
- all'ambiente di posa;
- alla sua durata nel tempo.

Sulla scorta dell'ambiente di posa si possono utilizzare anodi in titanio attivato in acqua di mare o anodi di ferro e ferro silicio in terreni.
In base alla profondità di posa i dispersori si suddividono in:
- dispersori superficiali: hanno un minor costo ma necessitano di ampi spazi e zone di rispetto in base nonché risentono delle correnti vaganti. Di regola vengono posati in uno scavo profondo metri 1,50 e distante almeno 100 metri dalla struttura da proteggere.
- dispersori profondi: hanno un maggiore costo (legato principalmente alla trivellazione del terreno) ma necessitano di spazi più contenuti e risentono poco delle interferenze elettriche. di regola vengono posati insieme al backfill all'interno di un pozzo di profondità compresa tra 80 e 120 metri e diametro compreso tra 13 e 20 centimetri, ottenuto mediante perforazione di profondità normalmente. Tra la sommità del dispersore e la superficie del terreno ci deve essere uno spazio di almeno 40 metri.

### Alimentatore catodico
L'alimentatore catodico è la fonte della corrente continua. Questo è collegato elettricamente:
- al dispersore anodico in corrispondenza di un pozzetto ispezionabile;
- al manufatto mediante cavo e piastrine per presa di potenziale saldate sul manufatto da proteggere;
- a un elettrodo di riferimento permanente (denominato half-cell) che serve a misurare il potenziale dell'ambiente in cui il manufatto è a contatto, in modo da controllare l'efficienza della protezione catodica. L'elettrodo è costituito da un contenitore di idonee dimensioni contenente una soluzione di solfato di rame con concentrazione del 99,98% nella quale è immersa una spirale in rame. L'elettrodo è posato nel terreno nelle vicinanze del manufatto e il punto di giunzione elettrica viene posto in un pozzetto ispezionabile.

L'alimentatore catodico è posto all'interno di un armadio di protezione catodica in vetroresina insieme al quadro elettrico.
Accanto all'armadio viene posta una cassetta della società di distribuzione di energia elettrica contenente il contatore elettronico.
Gli alimentatori catodici si distinguono in:
- Alimentatore semplice;
- Alimentatore automatico a corrente costante;
- Alimentatore automatico a potenziale costante;
- Alimentatore automatico a potenziale costante con corrente di base: sono i più utilizzati in Italia.

L'intensità della corrente impressa al manufatto per garantirne la protezione contro la corrosione varia considerevolmente a seconda della superficie e volume da proteggere, del terreno e di altri fattori da 50 milliampere fino a 120 ampere.
Come riferimento per condotte l'intensità varia nella gamma di 8 - 30 ampere.
Dove la fornitura di energia elettrica è disponibile facilmente, viene solitamente usato un raddrizzatore da corrente alternata/corrente continua mentre nelle zone isolate la corrente continua può essere fornita da un sistema di generazione di corrente a pannelli fotovoltaici.

### Posto di misura
il posto di misura ha lo scopo di permettere il controllo del potenziale del manufatto da proteggere in relazione all'ambiente circostante.
Il numero delle misurazioni da effettuare dipende dal tipo di impianto, dalle differenze nel suolo e dalla tipologia di manufatti da proteggere.
I posti di misura sono costituiti da colonnine costituite da:
- cassetta per protezione catodica in vetroresina completa di sostegno tubolare di idonea lunghezza;
- morsettiera per la giunzione dei cavi;
- basamento di fondazione in calcestruzzo di dimensioni 300 × 300 × 300 mm realizzato a profondità di 500 mm dal piano campagna.

Il punto di misura è collegato da una parte alla condotta da proteggere mediante un cavo metallico e una piastrina di presa di potenziale saldata sulla tubazione e dall'altro a un elettrodo di riferimento permanente di rame/solfato di rame mediante cavo metallico.
L'elettrodo di riferimento è immerso nel terreno nelle vicinanze della condotta.

## Aspetti economici
Esiste un rapporto diretto tra la velocità di corrosione del metallo (espressa in mm/anno) e la densità di corrente che interessa la superficie (espressa in A/m{\displaystyle ^{2}}).
La protezione catodica ha un costo che può essere espresso dalla corrente complessiva necessaria per ottenere condizioni di "quasi-immunità" (per compensare la velocità di corrosione entro prefissati limiti di tolleranza) sull'intera superficie della struttura interessata. Tale costo dipende dal tipo di metallo in rapporto al tipo di ambiente elettrolitico; quest'ultimo può avere varie caratteristiche che lo rendono più o meno aggressivo.
Un importante parametro (ma non l'unico e non necessariamente il più rilevante) strettamente legato all'aggressività dell'ambiente di posa è la resistività elettrica (un parametro che informa sulla difficoltà o meno con cui le cariche migrano nell'ambiente elettrolitico). Un ambiente a minore resistività è in genere più aggressivo.
Il costo complessivo di una soluzione di protezione catodica potrebbe essere tale da rendere tale tecnica non conveniente in determinate situazioni. Per tale motivo la protezione catodica, detta protezione attiva, è generalmente abbinata a una protezione passiva delle strutture, ottenuta con un adeguato rivestimento isolante che riduce sensibilmente l'esposizione della superficie all'aggressività dell'ambiente. Il rivestimento, costituito da materiale dielettrico, ha anche l'importante proprietà di aumentare l'isolamento elettrico complessivo della struttura rispetto all'ambiente, riducendo la corrente necessaria per rendere catodica la struttura e, conseguentemente, i costi di esercizio della protezione.
Pertanto, in generale la protezione catodica è conveniente su strutture già dotate di protezione passiva, per inibire fenomeni corrosivi in corrispondenza dei difetti del rivestimento, dove il metallo è direttamente esposto all'ambiente.

## Riferimenti normativi in Italia
Nell'elenco che segue sono riportati alcuni riferimenti normativi relativi alla protezione catodica nel territorio italiano:
- UNI EN 12954: Protezione catodica di strutture metalliche interrate o immerse - Principi generali e applicazione per condotte.
- UNI 11094: Protezione catodica di strutture metalliche interrate. Criteri generali per l'attuazione, le verifiche e i controlli ad integrazione di UNI EN 12954 anche in presenza di correnti disperse.
- UNI EN 13509: Tecniche di misurazione per la protezione catodica.
- UNI 9783: Protezione catodica di strutture metalliche interrate - Interferenze elettriche tra strutture metalliche interrate.
- UNI 10166: Protezione catodica di strutture metalliche interrate - Posti di misura.
- UNI 10265: Protezione catodica di strutture metalliche interrate - Segni grafici.
- UNI 10875: Qualificazione e certificazione del personale addetto alla protezione catodica. Principi generali.
- UNI 10950: Protezione catodica di strutture metalliche interrate. Telecontrollo dei sistemi di protezione catodica.
- UNI EN ISO 8044: Corrosione di metalli e leghe - Termini fondamentali e definizioni.
- UNI EN 13636: Protezione catodica di serbatoi metallici interrati e delle relative tubazioni.[2]
- DNV RP F103 - Chatodic Protection of Submarine Pipelines by Galvanic Anodes - 2003